# Oceanijsko prvenstvo u rukometu 2008.
Kup nacija Oceanije u rukometu bio je treće izdanje tog natjecanja za muškarce, te ujedno izlučni turnir za mjesto na SP 2009. u Hrvatskoj. Zlato je prvi put u povijesti odnijela Nova Kaledonija, ali je ipak Australija kvalificirana na Svjetsko, zato što pobjednik nije neovisna država.
Natjecanje se održalo u Wellingtonu, Novi Zeland, od 7. do 10. travnja 2008.

## Ishodi
- - prvo kolo

- Nova Kaledonija -  Australija 20:15
- Kukovi otoci -  Novi Zeland 27:23

- - drugo kolo,

- Australija -  Kukovi otoci 32:11
- Novi Zeland -  Nova Kaledonija 8:40

- - treće kolo,

- Nova Kaledonija -  Kukovi otoci 43:12
- Novi Zeland -  Australija 17:38

## Vanjske poveznice
- Oceanijski rukometni savez  Arhivirana inačica izvorne stranice od 4. prosinca 2008. (Wayback Machine)